# 르포 아름다운 귀촌
《르포 아름다운 귀촌》은 한국방송공사의 KBS 2TV에서 방송되었던 프로그램이며, 종영 후 일부 인간극장, 동행, 6시 내고향의 현재 코너인 <어서와 고향집>,<섬섬옥수>,<인생은 행복해>,<청산에 살리라>의 일부 내용으로 통합되었다.

## 기획 의도
귀농인들의 리얼한 정착기를 담은 휴먼다큐멘터리이다. 